# برونو فييرا
برونو فييرا (بالبرتغالية: Bruno Vieira‏) (30 أغسطس 1985 بكامبو غراندي في البرازيل - ) هو لاعب كرة قدم برازيلي في مركز الظهير. لعب مع نادي جوفنتودي ونادي ساو باولو ونادي غواراني ونادي فلومينينسي ونادي فيغورينسي وPedrabranca Futebol Clube ‏.

## روابط خارجية
- برونو فييرا على موقع قاعدة بيانات كرة القدم.إي يو (الإنجليزية)
- برونو فييرا على موقع Soccerway.com (الإنجليزية)
- برونو فييرا على موقع AS.com (الإسبانية)